# Xã Friendship, Quận Yellow Medicine, Minnesota
Xã Friendship (tiếng Anh: Friendship Township) là một xã thuộc quận Yellow Medicine, tiểu bang Minnesota, Hoa Kỳ. Năm 2010, dân số của xã này là 192 người.